# Mark Kelly (musicista)
Mark Kelly (Dublino, 9 aprile 1961) è un tastierista irlandese.
È il tastierista dei Marillion, gruppo musicale neoprogressive dal 1981, subentrato al tastierista fondatore Brian Jelliman.

## Biografia
Precedentemente aveva suonato nella band progressive/psichedelica Chemical Alice che realizzarono il loro EP Curioser and Curioser nel 1981. Kelly ha suonato su ogni album dei Marillion. È anche apparso sul disco Under the Red and White Sky di John Wesley nel 1994 e sul disco Myth of Independence di Jump del 1995. Ha suonato le tastiere con i Travis all'Isle of Wight Festival (2005) ed al Live8 di Edimburgo (6 luglio 2005).
Kelly vive nell'Oxfordshire con la sua compagna Angie Moxham (fondatrice dell'azienda di public relations 3 Monkeys Communications) ed i loro tre figli Tallulah, Delilah e Jude. Kelly è anche padre di altri due figli (Freya e Kai), nati da una precedente relazione.
È anche il direttore della Featured Artists Coalition.

## Discografia

### Con i Marillion
- 1983 – Script for a Jester's Tear
- 1984 – Fugazi
- 1985 – Misplaced Childhood
- 1987 – Clutching at Straws
- 1989 – Seasons End
- 1991 – Holidays in Eden
- 1994 – Brave
- 1995 – Afraid of Sunlight
- 1997 – This Strange Engine
- 1998 – Radiation
- 1999 – marillion.com
- 2001 – Anoraknophobia
- 2004 – Marbles
- 2007 – Somewhere Else
- 2008 – Happiness Is the Road
- 2009 – Less Is More
- 2012 – Sounds That Can't Be Made
- 2016 – Fuck Everyone and Run (F E A R)
- 2019 – With Friends from the Orchestra
- 2022 – An Hour Before It's Dark

### Collaborazioni
- 2017 – Ayreon - The Source